# Kromolice
Kromolice ist ein Dorf der Gemeinde Pogorzela im Powiat Gostyński in der Woiwodschaft Großpolen im westlichen Zentral-Polen. Der Ort befindet sich etwa 7 km südöstlich von Pogorzela, 23 km südöstlich von Gostyń, und 75 km südlich der Landeshauptstadt Poznań.

## Geschichte

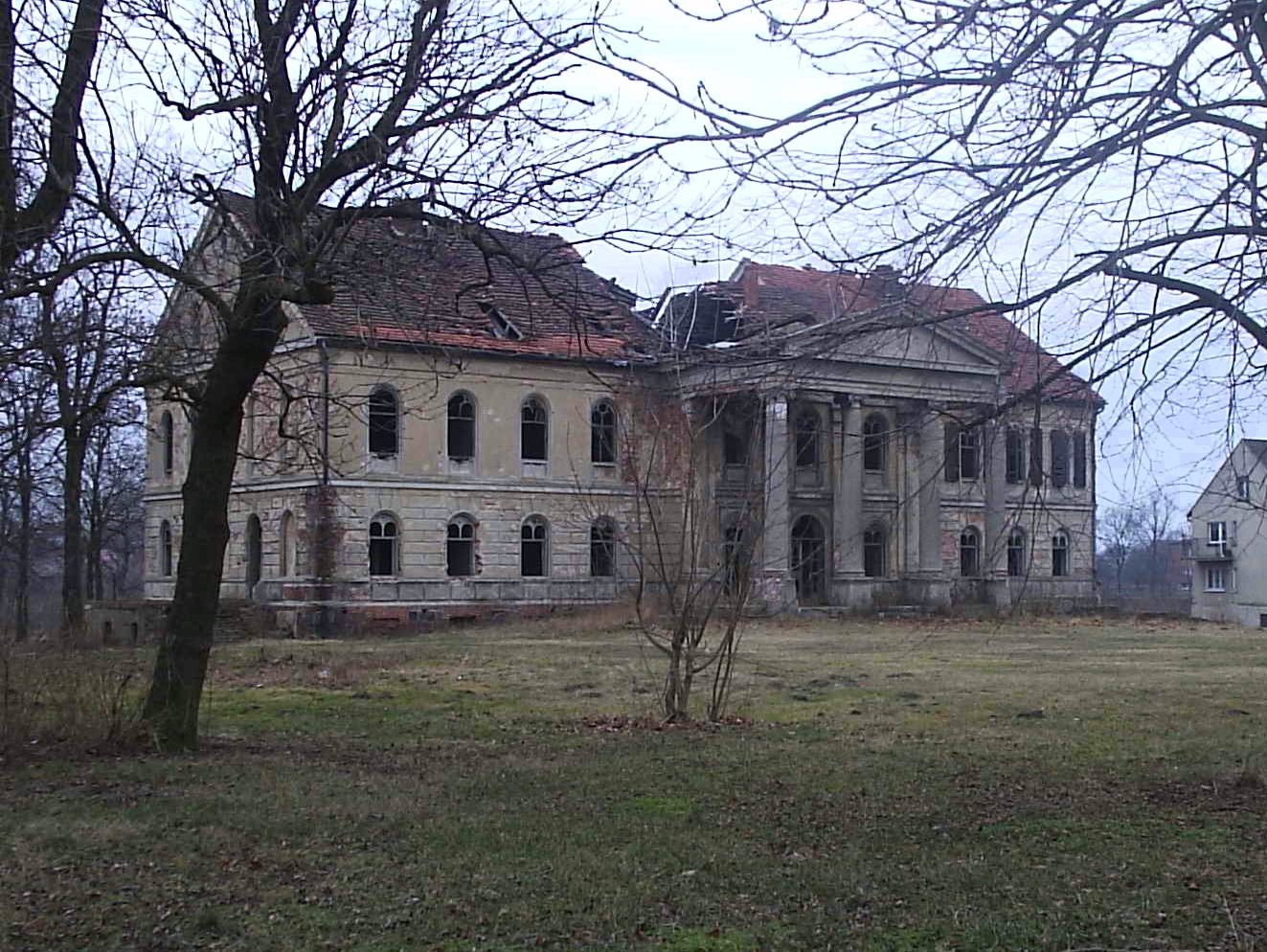
Ruine eines Herrenhauses

Der Ort gehörte nach der Zweiten Teilung Polens 1793 zum Kreis Krotoschin. Das Gemeindelexikon für das Königreich Preußen gibt für 1885 für den Ort drei Wohnplätze mit 81 Haushalten in 64 Wohngebäuden auf 555 ha Fläche an. Von den 446 Bewohnern waren 117 evangelisch und 329 katholisch. Die evangelische Gemeinde gehörte zum Kirchspiel Kobylin, die katholische zum Kirchspiel Wielowies. Der Ort gehörte zum Polizeidistrikt Pogorzela, zum Standesamtsbezirk Starygrad und zum Amtsgericht Krotoschin. Ab 1887 gehörte Kromolice mit der Umbildung der Kreise zum Kreis Koschmin.
Für 1905 gibt das Gemeindelexikon 63 Wohngebäude, sowie eine weitere Unterkunft, mit 82 Mehrpersonenhaushalten und vier Einpersonenhaushalte an. Unter den 449 Einwohnern waren 73 evangelische mit deutscher Muttersprache und 376 Katholiken, davon zwei mit deutscher und 374 mit polnischer Muttersprache. Im Jahr 1910 hatte der Ort 447 Einwohner. Am 18. Mai 1943 wurde der Ort bis zum Ende des Zweiten Weltkrieges in Kornland umbenannt. In den Jahren 1975 bis 1998 gehörte der Ort zur Wojewodschaft Leszno. Im Jahr 2006 hatte der Ort 520 Einwohner.